# Arabella (opera)
Arabella è un'opera lirica in tre atti di Richard Strauss (Opus 79) su libretto in lingua tedesca di Hugo von Hofmannsthal, rappresentata con successo per la prima volta alla Staatsoper di Dresda il 1º luglio 1933.

## Trama

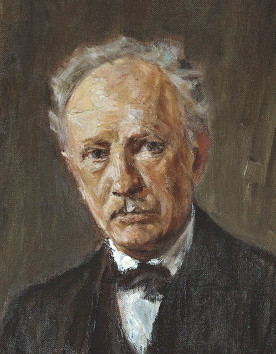
Ritratto di Richard Strauss (1919)

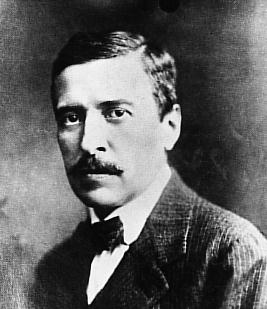
Ritratto di Hugo von Hofmannsthal (1929)

La vicenda si svolge a Vienna attorno al 1860.
Atto primo. Vienna 1860, nel salotto di un albergo. La contessa Adelaide interroga una cartomante sul destino della figlia Arabella, nel cui matrimonio confida per risollevare le disastrate sorti economiche della famiglia. Il conte Waldner, suo marito, ha infatti dilapidato al gioco ogni suo avere. Nel frattempo Zdenka, la sorella minore di Arabella, travestita da ragazzo e da tutti creduta tale – il padre non può permettersi il lusso di mantenere due figlie in società – ha il suo bel daffare nel respingere i numerosi creditori. Zdenka, benché innamorata dell'ufficiale Matteo, favorisce i suoi tentativi di conquistare la mano della sorella. Quest'ultima, reduce da una passeggiata nel corso della quale ha respinto le profferte amorose dei conti Elemer, Dominik e Lamoral, confida tuttavia alla sorella di non volerne sapere di Matteo, ma di essere rimasta folgorata alla vista di un giovane sconosciuto che si aggirava nei pressi dell'albergo. Giungono intanto Elemer, che se non altro ha ottenuto da Arabella il privilegio di accompagnarla al ballo della sera, e con lui il conte Waldner, che avvisa la consorte di aver nuovamente perduto al gioco e di aver perciò scritto al vecchio e ricco compagno d'armi Mandryka per promettergli la mano di Arabella. Annunciato dal cameriere irrompe infatti Mandryka: ma non è il vecchio compagno d'armi di Waldner bensì il nipote, unico erede del cospicuo patrimonio. Accertatosi delle rendite del patrimonio e ottenuta una somma come anticipo per saldare i debiti, Waldner promette che gli presenterà la figlia al ballo della sera. Zdenka intanto rassicura Matteo, promettendogli che durante il ballo riceverà per suo tramite una lettera di Arabella, grazie alla quale avrà definitiva conferma dei suoi sentimenti favorevoli.
Atto secondo. Una sala da ballo pubblica. Arabella ha riconosciuto in Mandryka il bel giovane avvistato la mattina: i due si giurano subito eterno amore. Durante il ballo, tuttavia, Arabella ottiene dall'amante il permesso di rimanere libera per il tempo necessario a congedare i numerosi pretendenti. Intanto Matteo e Zdenka, sempre travestita in abiti maschili, sono intenti a confabulare. Zdenka consegna a Matteo la lettera d'amore firmata da Arabella, ma che ella stessa ha scritto imitando la calligrafia della sorella; inoltre riferisce che l'affascinante Arabella l'attende nella sua camera d'albergo e gli consegna la chiave che permette di introdurvisi indisturbato. Mandryka, non visto, ha casualmente udito il dialogo e, roso dalla gelosia, si mette sulle tracce dell'amata. A lui si uniscono Waldner e Adelaide, altrettanto preoccupati di non vedere la figlia, che ha infatti abbandonato la festa.
Atto terzo. Sala d'ingresso dell'albergo, con scalinata ai piani superiori. Matteo ha appena abbandonato la camera nella quale è convinto di aver avuto un convegno amoroso con Arabella. Ma resta esterrefatto quando si imbatte in quest'ultima appena giunta dal ballo e si sente trattare da lei con freddezza. Giungono anche i coniugi Waldner e Mandryka che, ormai convinto del tradimento dell'amata, sfida a duello il malcapitato ufficiale. Arabella protesta la sua innocenza, ma inutilmente. A sciogliere i nodi dell'intricata situazione è Zdenka, che appare finalmente in vesti femminili e rivela di essere stata lei, da sempre innamorata di Matteo, ad attrarre l'ufficiale nella sua camera con il sotterfugio della falsa lettera. Nello sbigottimento generale Arabella perdona la sorella e può riabbracciare Mandryka, finalmente convinto della sua fedeltà. Matteo e Zdenka si incontreranno nuovamente l'indomani..

## Storia
Arabella è la sesta e ultima opera musicata da Strauss su libretto di Hofmannsthal. La composizione dell'opera iniziò nel settembre del 1923; la stesura del libretto fu terminata da Hofmannsthal poco prima della morte (15 luglio 1929); la partitura fu completata da Strauss nell'ottobre del 1932. L'opera fu rappresentata per la prima volta alla Staatsoper di Dresda il 1º luglio 1933, diretta da Clemens Krauss, con il seguente cast:
| Ruolo              | Voce                  | Interprete)                                    |
| ------------------ | --------------------- | ---------------------------------------------- |
| Arabella           | soprano               | Viorica Ursuleac                               |
| Zdenka             | soprano               | Margit Bokor                                   |
| Il conte Waldner   | basso                 | Friedrich Plaschke                             |
| Adelaide           | mezzosoprano          | Camilla Kallab                                 |
| Mandryka           | baritono              | Alfred Jerger                                  |
| Matteo             | tenore                | Martin Kremer                                  |
| Il conte Elemer    | tenore                | Karl Albrecht Streib                           |
| Il conte Dominik   | baritono              | Kurt Böhme                                     |
| Il conte Lamoral   | basso                 | Arno Schellenberg                              |
| La Fiaker-Milli    | soprano di coloratura | Ellice Illiard                                 |
| La cartomante      | soprano               | Jessyka Koettrik                               |
| Welko Djura Jankel | voce recitante        | Robert Büssel, Robert Schmalnauer, Horst Falke |
| Un cameriere       | voce recitante        | Ludwig Eybisch                                 |
|                    |                       |                                                |

Al Wiener Staatsoper la première è stata il successivo 21 ottobre diretta da Krauss con Lotte Lehmann e fino al 2012 ha avuto 170 recite.
Al Royal Opera House, Covent Garden di Londra la première è stata il 17 maggio 1934.
La prima rappresentazione in Italia avvenne al Carlo Felice di Genova il 27 marzo 1936, nella traduzione in lingua italiana del libretto effettuata da Ottone Schanzer.
Al Festival di Salisburgo va in scena il 12 agosto 1942 diretta da Krauss con la Ursuleac.
Negli Stati Uniti la première è stata nel 1955 Metropolitan Opera House di New York diretta da Rudolf Kempe con Eleanor Steber, George London, Hilde Güden e Roberta Peters e fino al 2014 ha avuto 58 recite.
All'Opera di Santa Fe (Nuovo Messico) va in scena negli anni: 1965 (con Jean Kraft), 1983, 1997 e 2012.
Al Teatro Verdi (Trieste) ed al Teatro La Fenice di Venezia va in scena nel 1966.
Al Teatro alla Scala di Milano la prima è stata nel 1970 diretta da Wolfgang Sawallisch con Paolo Montarsolo, Giuseppe Campora e Nicola Zaccaria.
Al Grand Théâtre di Ginevra va in scena nel 1979 con Gundula Janowitz.
Al San Francisco Opera va in scena nel 1980 con Kiri Te Kanawa ed Ingvar Wixell.
All'Opéra National de Paris la prima è stata nel 1981 con la Te Kanawa e Gino Quilico.
È stata ripresa alla Scala di Milano nel 1992 diretta da Sawallisch con Felicity Lott (Arabella), Alfred Kuhn (Waldner), Margareta Hintermeier (Adelaide), Julie Kaufmann (Zdenka), Bernd Weikl (Mandryka) e Vincenzo Manno (Welko).

## Critica
Arabella è classificata fra le cosiddette "opere minori" di Strauss, al pari del Cavaliere della rosa e Arianna a Nasso, opere cioè nelle quali il compositore tende a una conciliazione fra la nostalgia del passato, un equilibrio formale perfetto e una natura lirica insofferente della forma. Arabella tuttavia ebbe meno fortune di queste due per la minor frequenza di arie e pezzi d'insieme (in Arabella prevale infatti il dialogo) e per le proporzioni cameristiche dell'orchestra. Per Alberto Arbasino, Hofmannsthal, ma non Strauss, «sembra ormai molto stanco, in Arabella, nell'invenzione e nella messa a punto delle situazioni. Stava per morire».

## Organico orchestrale
La partitura di Richard Strauss prevede l'utilizzo di:
- 2 flauti, 1 ottavino, 2 oboi, 1 corno inglese, 3 clarinetti, 1 clarinetto basso, 3 fagotti
- 4 corni, 3 trombe, 3 tromboni, 1 basso tuba
- timpani, arpa, archi

## Incisioni discografiche
- 1942 Salzburger Festspiele - Clemens Krauss
Theo Herrmann (Graf Waldner); Luise Willer (Adelaide); Viorica Ursuleac (Arabella); Trude Eipperle (Zdenka); Hans Reinmar (Mandryka); Horst Taubmann (Matteo); Franz Klarwein (Graf Elemer); Else Böttcher (Die Fiakermilli)
Myto 983.H019 2 CD
- 1947 Salzburger Festspiele - Karl Böhm
Georg Hann (Graf Waldner); Rosette Anday (Adelaide); Maria Reining (Arabella); Lisa della Casa (Zdenka); Hans Hotter (Mandryka); Horst Taubmann (Matteo); Julius Patzak (Graf Elemer); Josef Witt (Graf Dominik); Alfred Poell (Graf Lamoral); Herma Handl (Die Fiakermilli)
Melodram 101 (3 LP); Discocorp RR 525 (3 LP) / DG 445343-2 (3 CD); Melodram 37077 (3 CD)
- 1953 Bayerische Staatsoper - Rudolf Kempe
Max Proebstl (Graf Waldner); Ira Malaniuk (Adelaide); Lisa della Casa (Arabella); Elfride Trötschel (Zdenka); Hermann Uhde (Mandryka); Lorenz Fehenberger (Matteo); Franz Klarwein (Elemer); Karl Hopper (Dominik); Albrecht Peter (Lamoral); Käthe Nentwig (Die Fiakermilli); Ruth Michaelis (Eine Kartenaufschlägerin)
Testament/Note 1 SBT2 1367 (2 CD)
- 1955 Metropolitan Opera - Rudolf Kempe - auf englisch
Ralph Herbert (Graf Waldner); Blanche Thebom (Adelaide); Eleanor Steber (Arabella); Hilde Güden (Zdenka); George London (Mandryka); Brian Sullivan (Matteo); Clifford Harvuot (Graf Dominik); Lawrence Davidson (Graf Lamoral); Roberta Peters (Die Fiakermilli)
Dante VL 2014-3 (3 CD)
- 1957 Wiener Staatsoper - Georg Solti
Otto Edelmann (Graf Waldner); Ira Malaniuk (Adelaide); Lisa della Casa (Arabella); Hilde Güden (Zdenka); George London (Mandryka); Anton Dermota (Matteo); Waldemar Kmentt (Graf Elemer); Eberhard Waechter (Graf Dominik); Harald Pröglhof (Graf Lamoral); Mimi Coertse (Die Fiakermilli)
Decca 6.35 104 (3 LP) / Decca 460 230-2 (2 CD)
- 1963 Bayerische Staatsoper - Joseph Keilberth
Karl-Christian Kohn (Graf Waldner); Ira Malaniuk (Adelaide); Lisa della Casa (Arabella); Anneliese Rothenberger (Zdenka); Dietrich Fischer-Dieskau (Mandryka); Georg Paskuda (Matteo); Fritz Uhl (Graf Elemer); Carl Hoppe (Graf Dominik); Horst Günter (Graf Lamoral); Eva-Maria Rogner (Die Fiakermilli)
DG 415 385-1 (3 LP) / DG 437 700-2 (3 CD)
- 1966 La Fenice di Venezia - Meinhard von Zallinger
Georg Schnapka (Graf Waldner); Hanna Ludwig (Adelaide); Melitta Muszely (Arabella); Liselotte Hammes (Zdenka); Hugh Beresford (Mandryka); Willi Brokmeier (Matteo); Georg Paskuda (Graf Elemer); Alexander Malta (Graf Dominik); Erwin Abel (Graf Lamoral); N.N. (Die Fiakermilli)
Mondo Musica 10051 (3 CD)
- 1973 Roma - Wolfgang Rennert
Kurt Moll (Graf Waldner); Oralia Domínguez (Adelaide); Montserrat Caballé (Arabella); Olivera Miljakovic (Zdenka); Siegmund Nimsgern (Mandryka); René Kollo (Matteo); Jeanette Scovotti (Die Fiakermilli)
HRE 404 (3 LP) / Bella Voce 7225 (2 CD)
- 1981 Bayerische Staatsoper - Wolfgang Sawallisch
Walter Berry (Graf Waldner); Helga Schmidt (Adelaide); Julia Varady (Arabella); Helen Donath (Zdenka); Dietrich Fischer-Dieskau (Mandryka); Adolf Dallapozza (Matteo); Hermann Winkler (Graf Elemer); Klaus Jürgen Küper (Graf Dominik); Hermann Becht (Graf Lamoral); Elfriede Höbarth (Die Fiakermilli)
EMI 165-64456-8 (3 LP) / Orfeo C 196882 (2 CD)
- 1986 Covent Garden London - Jeffrey Tate
Ernst Gutstein (Graf Waldner); Helga Dernesch (Adelaide); Kiri Te Kanawa (Arabella); Gabriele Fontana (Zdenka); Franz Grundheber (Mandryka); Peter Seiffert (Matteo); Alexandru Ionitza (Graf Elemer); Gilles Cachemaille (Graf Dominik); Kurt Rydl (Graf Lamoral); Gwendolyn Bradley (Die Fiakermilli)
Decca 417 623-1 (3 LP) / Decca 417 623-2 (3 CD)
- 1994 Metropolitan Opera New York - Christian Thielemann
Donald McIntyre (Graf Waldner); Helga Dernesch (Adelaide); Kiri Te Kanawa (Arabella); Marie McLaughlin (Zdenka); Wolfgang Brendel (Mandryka); David Kuebler (Matteo); Charles Workman (Graf Elemer); Kim Josephson (Graf Dominik); Julien Robbins (Graf Lamoral); Natalie Dessay (Die Fiakermilli)
DGG 3671058 (1 DVD)

## DVD parziale
- Arabella - Solti/Janowitz/Weikl/Kollo, regia Otto Schenk - 1977 Decca
- Arabella - Welser-Most/Fleming/Larsen, regia Götz Friedrich - 2007 Decca